# 895

## Události
- Češi se odtrhli od Velkomoravské říše

## Hlavy státu
- České knížectví – Spytihněv I.
- Velkomoravská říše – Mojmír II.
- Papež – Formosus
- Anglie – Alfréd Veliký
  - Mercie – Æthelred
- Skotské království – Donald II.
- Východofranská říše – Arnulf Korutanský
- Západofranská říše – Odo Pařížský
- Uherské království – Almoš nebo Arpád
- První bulharská říše – Symeon I.
- Kyjevská Rus – Oleg
- Byzanc – Leon VI. Moudrý
- Svatá říše římská – Lambert ze Spoleta